# Essarois
Essarois és un municipi francès, situat al departament de la Costa d'Or i a la regió de Borgonya - Franc Comtat. L'any 2007 tenia 91 habitants.

## Demografia

### Població
El 2007 la població de fet d'Essarois era de 91 persones. Hi havia 36 famílies, de les quals 12 eren unipersonals (12 homes vivint sols), 16 parelles sense fills, 4 parelles amb fills i 4 famílies monoparentals amb fills.
La població ha evolucionat segons el següent gràfic:
Habitants censats

### Habitatges
El 2007 hi havia 77 habitatges, 44 eren l'habitatge principal de la família, 32 eren segones residències i 1 estava desocupat. Tots els 77 habitatges eren cases. Dels 44 habitatges principals, 33 estaven ocupats pels seus propietaris, 6 estaven llogats i ocupats pels llogaters i 5 estaven cedits a títol gratuït; 1 tenia dues cambres, 1 en tenia tres, 10 en tenien quatre i 32 en tenien cinc o més. 34 habitatges disposaven pel capbaix d'una plaça de pàrquing. A 26 habitatges hi havia un automòbil i a 15 n'hi havia dos o més.

### Piràmide de població
La piràmide de població per edats i sexe el 2009 era:
| Homes | Edats   | Dones |
| ----- | ------- | ----- |
| 0     | 95 o +  | 0     |
| 0     | 90 a 94 | 0     |
| 0     | 85 a 89 | 0     |
| 0     | 80 a 84 | 0     |
| 12    | 75 a 79 | 4     |
| 4     | 70 a 74 | 8     |
| 4     | 65 a 69 | 0     |
| 0     | 60 a 64 | 0     |
| 0     | 55 a 59 | 4     |
| 8     | 50 a 54 | 0     |
| 4     | 45 a 49 | 0     |
| 8     | 40 a 44 | 8     |
| 0     | 35 a 39 | 4     |
| 4     | 30 a 34 | 0     |
| 0     | 25 a 29 | 4     |
| 4     | 20 a 24 | 4     |
| 12    | 15 a 19 | 0     |
| 4     | 10 a 14 | 4     |
| 4     | 5 a 9   | 4     |
| 0     | 0 a 4   | 4     |

## Economia
El 2007 la població en edat de treballar era de 49 persones, 37 eren actives i 12 eren inactives. De les 37 persones actives 34 estaven ocupades (21 homes i 13 dones) i 3 estaven aturades (1 home i 2 dones). De les 12 persones inactives 3 estaven jubilades, 2 estaven estudiant i 7 estaven classificades com a «altres inactius».
Activitats econòmiques
Dels 6 establiments que hi havia el 2007, 1 era d'una empresa extractiva, 1 d'una empresa de construcció, 2 d'empreses de comerç i reparació d'automòbils, 1 d'una empresa immobiliària i 1 d'una empresa classificada com a «altres activitats de serveis».
L'únic servei als particulars que hi havia el 2009 era una agència immobiliària.

## Poblacions més properes
El següent diagrama mostra les poblacions més properes.